# Project 56 (deadmau5)
Project 56 è la terza compilation realizzata dal disc jockey e produttore discografico canadese deadmau5.

## Descrizione
Questo album include alcune tracce (che siano o meno in forma variante) che compaiono in Get Scraped. Una seconda versione della traccia Monday appare in while(1<2).

## Tracce
1. 15 Minutes
2. 60 Something
3. A Song About Squirrels
4. Almond Question
5. American Slushie
6. Antiquism/AntiquismDeux
7. Aprils
8. Automau5er
9. Bad Excuse
10. Bitter
11. Blue File
12. Bored of Canada
13. Bored
14. Buttercup
15. Catcalls
16. Cliqd
17. Conscious Operator
18. Don't Give Me Tapes
19. Dunch Wagon
20. Equal
21. Filterwerk
22. Frederic vs. The Bederic
23. Go Ahead and Say It
24. Gurulucicheap
25. Hardly Noticeable
26. I Forgot
27. I Hate Campers
28. Just Before 8bit
29. Lubrikated
30. Maybe Sometimes
31. Mentasm
32. Milk
33. Monday
34. My Fucking Adventure
35. Nice Try Kiddo
36. No Clue
37. No Interpolation
38. No Reasons
39. Oblistique
40. One
41. Orange File
42. Papers
43. Plants
44. Reach Out
45. Rubiq
46. Sellular
47. The Big Difference
48. This Sucks
49. Tricky
50. Uploading and Downloading
51. Uvivial
52. What's Missing?
53. Why?
54. Wish You Were There
55. Working Squid
56. X, Y and Z